# Chấp nhận

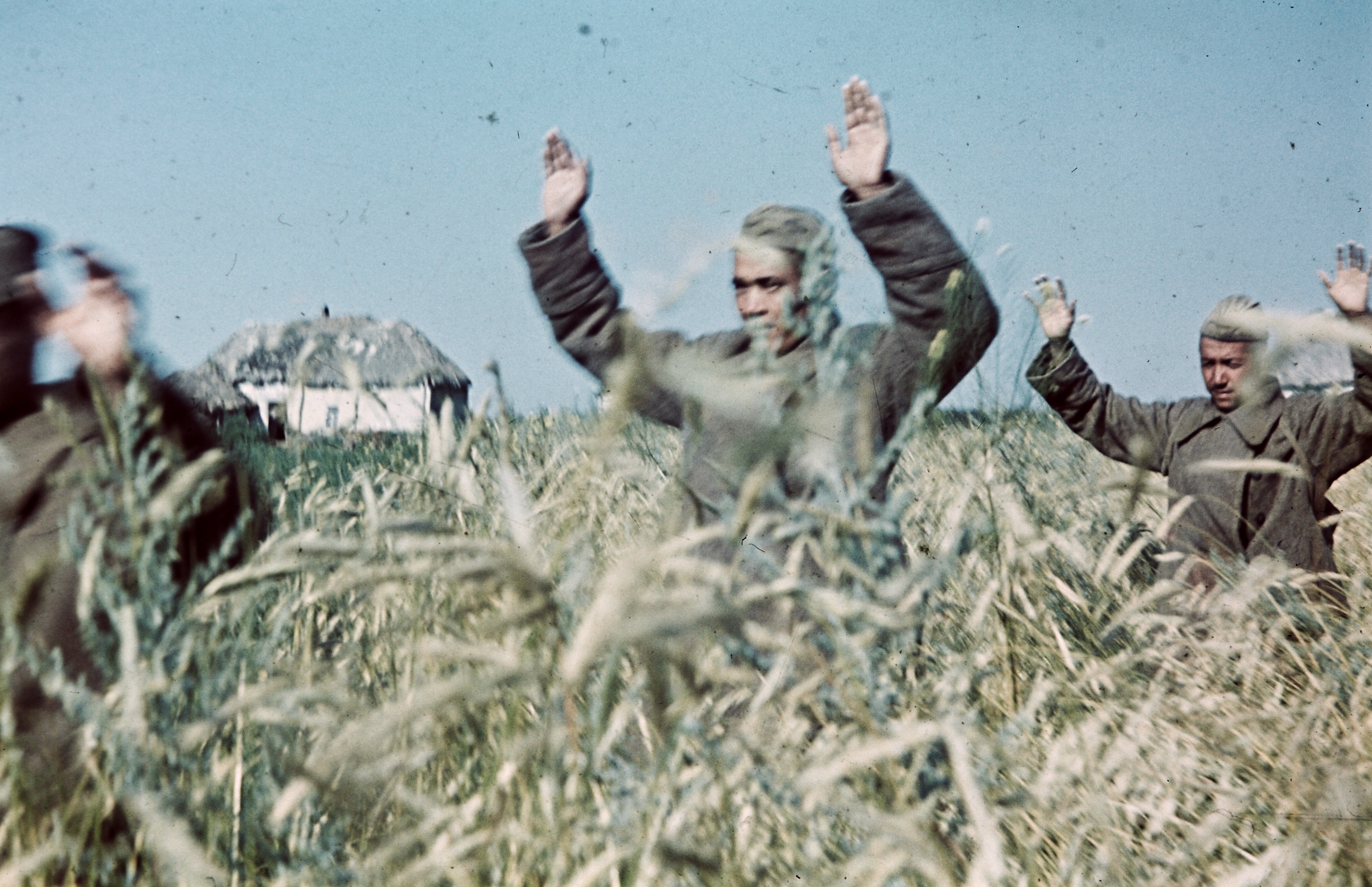
Các binh sĩ chấp nhận thất bại trong Thế chiến II

Chấp nhận trong tâm lý con người là sự đồng tình của một người với hiện thực của một tình huống, nhận ra một quy trình hoặc tình trạng (thường là một tình huống tiêu cực hoặc không thoải mái) mà đã xảy ra mà không cố gắng thay đổi hoặc phản đối nó. Khái niệm này gần nghĩa với sự bằng lòng.